# Himmelskörper
Himmelskörper é o quarto álbum de estúdio da banda alemã Heldmaschine, foi lançado no dia 4 de novembro de 2016.
Neste álbum, a banda define que a temática e a sonoridade serão independentes, trazendo assim a essência do Neue Deutsche Härte. E ao mesmo tempo que o álbum for cínico, também terá temas sérios, como o vício por sexo, que está incluído nas faixas "Sexschuss" e "Auf allen Vieren", a verdade em "Alles Eins" e a transitoriedade em "Spieglein, Spieglein" e "Dünnes Eis"

## Faixas
| N.º            | Título                 | Duração |  |
| 1.             | "®"                    | 2:56    |  |
| 2.             | "Himmelskörper"        | 5:39    |  |
| 3.             | "Auf allen Vieren"     | 4:44    |  |
| 4.             | "Die Braut, das Meer"  | 5:39    |  |
| 5.             | "Alles Eins"           | 4:55    |  |
| 6.             | "Die Maschine spricht" | 5:02    |  |
| 7.             | "Sexschuss"            | 4:34    |  |
| 8.             | "Kein Zurück"          | 4:13    |  |
| 9.             | "Spieglein, Spieglein" | 3:38    |  |
| 10.            | "Gegenwind"            | 5:25    |  |
| 11.            | "Das Mass ist voll"    | 4:33    |  |
| 12.            | "Dünnes Eis"           | 4:25    |  |
| Duração total: | Duração total:         | 56:08   |  |